# Fort Rinella
Fort Rinella è un forte di epoca vittoriana ubicato sull'isola di Malta, presso Calcara. Si trova indicato anche come Rinella Battery in alcune mappe e pubblicazioni.

## Storia
Fort Rinella venne edificato dagli ingegneri britannici tra il 1878 ed il 1886 sulla costa est della bocca del Porto Grande in mezzo ad altri due forti, Fort Ricasoli e Fort St. Rocco. Assieme alla Cambridge Battery oggi non più esistente, ubicata sul Tigné Point a Sliema, formava una coppia di fortificazioni a difesa dell'isola contro le invasioni navali. Di dimensioni modeste, il forte ospita tuttora al suo interno un cannone Armstrong Whitworth da 100 tonnellate; nessun armamento secondario era previsto. Il cannone Armstrong venne piazzato dagli inglesi in risposta alla marina italiana che nel 1876 e 1878 varò rispettivamente le navi da guerra Duilio e Dandolo armate con cannoni in acciaio da 22 pollici e quattro cannoni da 450 mm; il cannone non venne tuttavia mai impiegato in tempo di guerra.
Durante la seconda guerra mondiale il forte venne impiegato dagli inglesi come punto di osservazione costiero.

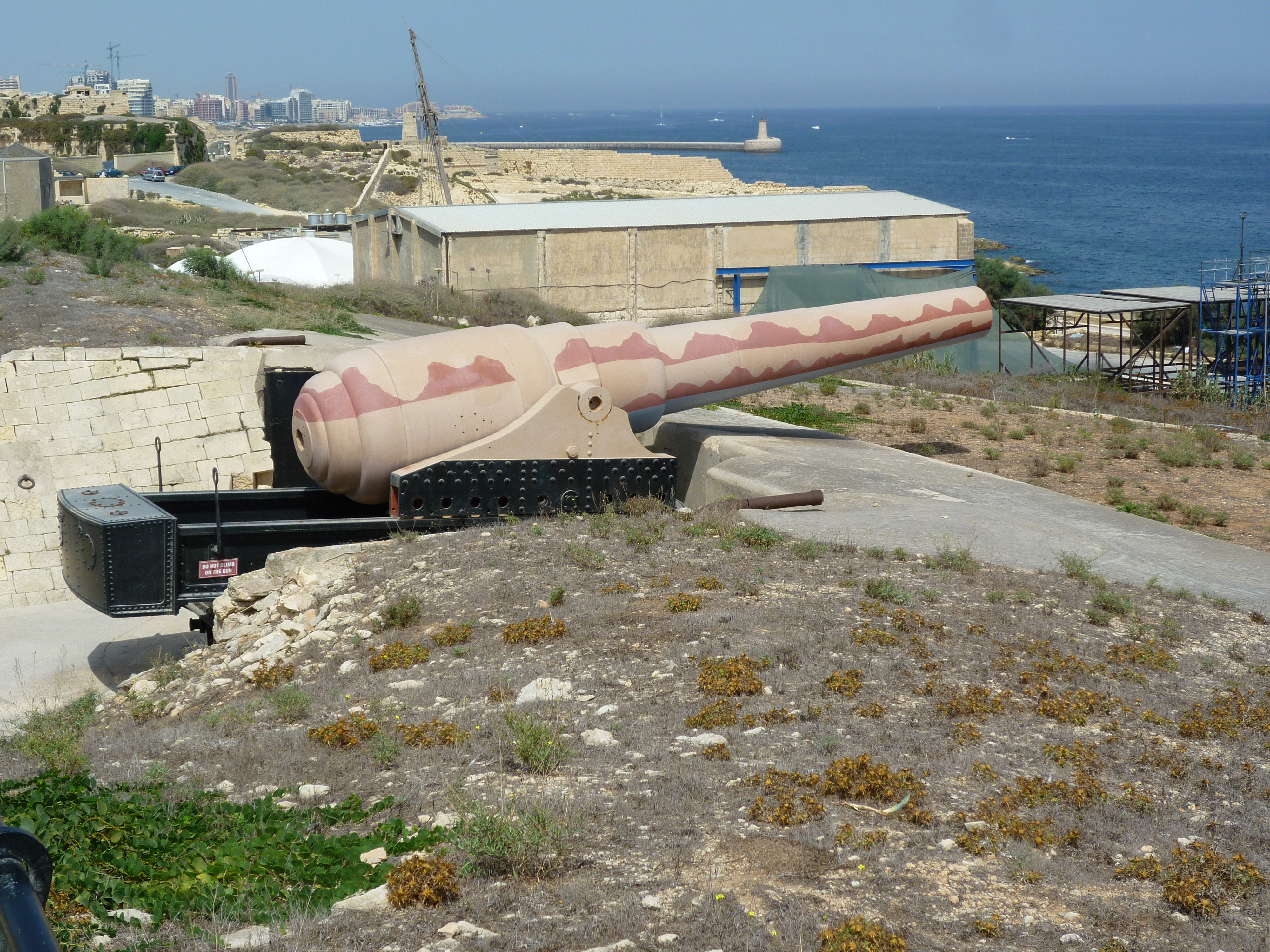
Cannone Armstrong

## Fort Rinella oggi
Dal 1991, la Fondazzjoni Wirt Artna - Malta Heritage Trust ha restaurato il forte aprendolo al pubblico come Museo. Una volta all'anno, il 5 maggio, un gruppo di volontari spara con il cannone da 100 tonnellate caricato solo con polvere nera.
Durante l'anno, figuranti vestiti da soldati britannici del diciannovesimo secolo guidano i turisti attraverso un tour del forte che include spiegazioni e dimostrazioni. È inoltre possibile sparare a salve con fucili ed un cannone da campo.

## Set cinematografico
Negli anni 60/70, il Forte venne utilizzato come location per i film Zeppelin, Shout at the Devil, e Young Winston.